# Lerncoaching
Lerncoaching unterstützt und begleitet Lernende jeden Alters, insbesondere Schüler, Studierende, Auszubildende, Arbeitnehmer und Führungskräfte, auf vereinbarter Basis in spezifischen Lern- und Beratungssettings durch Methoden induktiver Beratung und Intervention beim Entwickeln persönlicher Lernkompetenz, also der Fähigkeit, neue Informationen zu erschließen, sie abzuspeichern, abrufen und anwenden zu können.

## Entstehung
Der Begriff Lerncoaching wurde bereits in den 1990er Jahren von Nachhilfeinstituten verwendet, die verschiedene aus den Bereichen Sport oder Arbeitswelt bekannte Coaching-Techniken mit Lernsituationen verbanden. Im wissenschaftlichen Feld entwickelten die Professoren Hameyer und Pallasch, Universität Kiel, im Rahmen von Advanced Studies (AS) ein humanistisch geprägtes Lerncoaching-Modell, das als Kieler Modell bezeichnet wird. Seit Beginn der 2010er-Jahre wurde dieses Modell von verschiedenen Exponenten, insbesondere aus Schweizer Hochschulen wie der Pädagogischen Hochschule Thurgau, weiterentwickelt.
Inzwischen wird der Begriff Lerncoaching aber auch von anderen Akteuren aus Pädagogik und Weiterbildung mit sehr unterschiedlichen konzeptionellen Hintergründen benutzt. Dabei werden z. B. Elemente aus folgenden Richtungen übernommen: NLP, systemisches Coaching, Lösungsorientierte Therapieansätze, Beratungs- und Kommunikationstheorien sowie Lerndiagnostik. An einigen Schulen ist Lerncoaching auch als Schul- oder Schülercoaching bekannt.

## Abgrenzung
Lerncoaching grenzt sich von „Nachhilfe“, „Lernen lernen“ und „Lerntherapie“ ab. Im Gegensatz zur Nachhilfe geht es beim Lerncoaching nicht oder nicht in erster Linie um Hilfe beim Erarbeiten von Fachinhalten oder um das Schließen stofflicher Lücken. Mit dem Lernen lernen hat Lerncoaching große Überschneidung, da es in beiden Fällen um die Förderung allgemeiner Lernkompetenzen geht. Während es beim Lernen lernen in der pädagogischen Praxis vor allem um die Vermittlung und das Training von Lernstrategien und Lernkompetenzen im schulischen Umfeld geht, steht beim Lerncoaching die individualisierte, ressourcenorientierte Betreuung und Begleitung des oder der Lernenden als ganzheitlichen Menschen im Vordergrund. Im Gegensatz zur Lerntherapie sollen in einem so verstandenen Lerncoaching nicht in erster Linie spezifische Lernstörungen behandelt werden, sondern allgemeine Grundlagen für einen sinnvollen und konstruktiven Umgang mit den eigenen Schwächen und Defiziten sowie entwicklungsfähigen Stärken gelegt werden. In der Praxis sind Überschneidungen aber häufig und die Grenzen, auch zur Psycho- oder Familientherapie, fließend.

## Anwendungsmöglichkeiten
Lerncoaching ist ein zentrales Instrument zur Förderung von Selbstreguliertem Lernen, das seinerseits zentral ist für das Lebenslange Lernen. Damit hat es sowohl im schulischen Alltag, als auch in ergänzenden Einzelangeboten seinen Platz. Dabei gilt es zu unterscheiden, ob Lerncoaching in eigens dafür eingerichteten Sitzungen oder im Rahmen des regulären (Klassen-)Unterrichts durchgeführt wird. Da dieses integrierte Setting oft in viel kürzeren Zeitfenstern als eine klassische Lerncoaching-Sitzung stattfindet (stattfinden muss), hat sich in den letzten Jahren für diese Form von Lerncoaching der Begriff „Mikro-Coaching“ etabliert. Diese wird im Normalfall von einer entsprechend geschulten Lehrperson im Rahmen ihrer Klasse durchgeführt, während klassische Lerncoaching-Sitzung häufig von externen Spezialisten geleitet werden.
Grundsätzlich ist Lerncoaching nicht an spezifische Lerninhalte gebunden, da es hierbei um die individualisierte Entwicklung fächerübergreifender, generalisierbarer Lernstrategien und Lerntechniken geht. Das Besondere am Lerncoaching ist, dass der Lerncoach mit den ihm anvertrauten Lernenden nicht nur Lernstrategien entwickelt, sondern auch an Themen wie Motivation und Selbstmanagement, z. B. in Prüfungssituationen, arbeitet. Dabei verfolgt das Lerncoaching einen ganzheitlichen Ansatz, der die Persönlichkeit und das persönliche Empfinden des Lernenden in den Mittelpunkt stellt. Der Lerncoach geht insofern auch auf fächerspezifische Aufgabenstellungen wie zum Beispiel Vokabellernen ein, als an ihnen die neu erlernten Strategien angewendet und geübt werden. Mit Hilfe spezifischer Lernstrategien können Teilleistungsschwächen wie Legasthenie, Dyskalkulie oder Konzentrationsdefizite, wie sie unter anderem bei der Aufmerksamkeitsdefizit-/Hyperaktivitätsstörung (ADHS) vorkommen, ausgeglichen werden. Dabei ist ein Lerncoach aber nicht mit einem Therapeuten zu verwechseln (siehe Abgrenzung oben).

## Methodik
Grundsätzlich gilt aufgrund der Erkenntnisse der Pädagogik und der Neurobiologie, dass sich der größte Lernerfolg erreichen lässt, wenn Lernen in einem positiv-emotionalen, motivierten/motivierenden sowie konzentrierten Zustand stattfindet. Unabhängig davon, ob das Lerncoaching in klassischen Sitzungen oder in Form von Mikro-Coachings im Unterricht stattfindet, fördert der Lerncoach die selbstgesteuerte Aktivierung dieses Zustands durch den Einsatz ressourcen- und zielorientierter Methoden und Techniken, durch klientengerechte Zielarbeit, durch die Entwicklung von effizienten Lernstrategien sowie durch das Auflösen innerer Blockaden, wofür er auch kreative mentale oder körperorientierte Veränderungstechniken einsetzen kann.
Zentrales Bestandteil eines jeden Lerncoachings nach dem Kieler und dem Thurgauer Modell ist die pädagogische Gesprächsführung. Diese ist durch folgende Kernelement gezeichnet: Ressourcenorientierung, Lösungsorientierung, non-direktive Lösungsauswahl und Kreislaufgedanke. Im Gegensatz zu einem klassischen Coaching, wie man es etwa aus dem Fußball kennt, schreibt der Lerncoach dem Lernenden nicht vor, was er zu tun hat, nachdem er als Experte die Situation fachkundig analysiert hat. Vielmehr versucht der Lerncoach in einem solchen Ansatz den inhaltlichen Lead so lange wie möglich beim Lernenden zu belassen und sich auf die Steuerung des Prozesses zu beschränken. Demzufolge ist das aktive Zuhören eine der wichtigsten Methoden eines solchen Lerncoachings. Seine Lernexpertise bringt der Lerncoach erst dann aktiv ein, wenn der Lernende sich für ein Ziel entschieden und eigene Lösungsideen formuliert hat. Diese greift der Lerncoach auf und ergänzt sie in Form von inhaltlichen Erweiterungen oder Alternativen mit seinem Expertenwissen. Schließlich liegt es wieder am Lernenden diejenige Lösungsvariante zu wählen, die ihm oder ihr am besten behagt. Durch dieses Vorgehen ist viel eher als bei einem direktiven, vorschreibenden Coaching gewährleistet, dass der Lernende die erarbeitete Lösung schlussendlich auch wirklich mitträgt und umsetzt.
Das im Rahmen des Thurgauer Modells von Martin&Lügstenmann entwickelte LALEM-Modell (Lösungsorientiertes, Agogisches Lerncoaching-Modell) ist das gegenwärtig am weitesten elaborierte Instrument zur Gestaltung solcher Lerncoaching-Gespräche.
Im Gegensatz zur „Nachhilfe“ oder zur „Lerntherapie“ ist die Arbeit mit dem Coach in einem klassischen Lerncoaching-Setting auf einige wenige Sitzungen begrenzt. Lerncoachings in Form von kurzen Mikro-Coachings können hingegen kontinuierlich in den schulischen Lernprozess integriert werden. Grundsätzlich stützen sich solche Mikro-Coachings auf die gleichen Kernelemente und Grundsätze, auch wenn in einem Mikro-Coaching die einzelnen Schritte naturgemäß stark gestrafft werden müssen.

## Prozess
Ein Lerncoaching-Gespräch, das auf den oben beschriebenen Grundsätzen beruht, bewegt sich immer entlang der Stationen Erfassung der Situation (inkl. der Gefühlslage des Lernenden) und Zielformulierung hin zur Lösungsarbeit und zurück. Dementsprechend beginnt ein klassischer Lerncoaching-Prozess in der Regel mit einem Gespräch, in dem die Lern- und Gefühlslage des Lernenden eruiert werden. Getreu der Prämisse der Lösungsorientierung wird dieser erste Schritt so kurz wie möglich, aber so lang wie nötig gehalten. Ergänzend können auch einfache pädagogische Testverfahren zum Einsatz kommen. Im Zentrum steht aber immer die persönliche Wahrnehmung des Lernenden. Dieser entscheidet dann mit Hilfe des Lerncoachs, welche Coaching-Schwerpunkte (beispielsweise Ressourcen, Lernprozess-Gestaltung, Konzentration, Motivation oder Emotionsmanagement in spezifischen Situationen) ihm oder ihr sinnvoll erscheinen und welche Ziele im Lerncoaching abgestrebt werden.